# ГЕС Шавань (Ганьсу)
ГЕС Шавань (沙湾水电站) — гідроелектростанція на півночі Китаю у провінції Ганьсу. Входить до складу каскаду на річці Байлун, правій притоці Цзялінцзян, яка, своєю чергою, є лівою притокою Цзіньші (верхня течія Янцзи).
У межах проєкту річку перекрили бетонною греблею із п'ятьма водопропускними шлюзами, яка спрямовує ресурс до прокладеної по правобережжю дериваційної траси, котра включає канал довжиною 1 км та тунель довжиною 4,9 км. У підсумку ресурс надходить до наземного машинного залу, де встановлено генераторне обладнання загальною потужністю 51 МВт. Воно використовує напір у 29 метрів та забезпечує виробництво 240 млн кВт·год електроенергії на рік.